# NGC 3574
NGC 3574 este o galaxie activă situată în constelația Leul. A fost descoperită în 15 martie 1877 de către Édouard Stephan⁠(d).